# 20474 Reasoner
A 20474 Reasoner (ideiglenes jelöléssel 1999 NV9) a Naprendszer kisbolygóövében található aszteroida. A LINEAR projekt keretében fedezték fel 1999. július 13-án.